# Керсновський Антон Антонович
Антон Антонович Керсновський (1907–1944) — унікальний воєнний історик та філософ, російський монархіст. Автор «Філософія війни» та «Історія Російської Армії» (в 4-х томах).

## Біографія
Народився 23 червня 1907 року в селі Цепілова, поблизу Сорок, у Бессарабії (Молдавії), придбаному ще дідом — Антоном Антоновичем Керсновським, полковником у відставці, геодезистом та інженером.
Батько письменника, також Антон Антонович, юрист-криміналіст, слідчий Одеської Судової Палати. Мати, Олександра Олексіївна, викладала в гімназії іноземні мови. Родина мешкала в Одесі.
Революція та Громадянська війна покликали до життя Антона — воєнного філософа і водночас філософа війни. Антон юнаком пішов у Добровольчу армію, вважаючи, що правда саме на її боці.
Згодом Керсновські, пройшовши через розлуку, митарства та приниження, перебралися до рідного села, що відійшло у складі Бессарабії до Румунії, зайнялися фермерством. Батько А.Керсновського помер у 1936/1939 році, мати й сестра з приєднанням Бессарабії були «розкуркулені» в 1940 році.
Доля самого А. А. Керсновського склалася незвично — велично і трагічно.
Антон вирушив до Відня, де закінчив Консульську Академію. Чимало почерпнувши під час спілкування з посольськими секретарями, аташе, журналістами та офіцерами європейських країн, з часом філософ вирушив до Франції, до університету міста Діжон. Потому прослухав курс у Сен-Сірській воєнній школі, де систематизував та збагатив власні знання воєнної історії та теорії, яким присвятив життя, вивчив особливості найсильніших на тоді армій світу.
У другій половині 1920-х років Антон Керсновський осів у Парижі. Маючи блискучу освіту, вільно володіючи кількома мовами, маючи приємну зовнішність, він міг розраховувати на значну кар'єру в багатьох царинах. Однак у душі він уже сотворив вівтар зруйнованої більшовиками Вітчизни, служінню якому він і присвятив решту свого недовгого життя.
Із усіх перспектив у Парижі він обрав найважчий шлях, присвятивши себе духовному відродженню монархічної Росії та її армії, за що в еміграції не платили. Тому-то Антону Антоновичу доводилося давати приватні уроки. Дійшло до того, що вночі філософ розносив пошту, аби мати можливість вдень працювати над своїми філософсько-історичними книгами (із кількох десятків їх до нас дійшли лише кілька). У матеріальному плані А. А. Керсновський обирав мінімум: часто відмовляв собі в найелементарнішому, жив у кімнаті на горищі.
Основну частину часу філософ, що висунув гіпотезу про те, що війна у світі триває перманентно (на 13 років війни припадає в середньому 1 рік миру), проводив в паризьких архівах, бібліотеках та за власним письмовим столом, що як і стілець, складався зі звичайного ящика. Вся біла еміграція була вражена винятковими працездатністю і наполегливістю Керсновського в слідуванні до мети. Він полюбляв підкреслювати: «Бог ледацюгам не в поміч». Якось він сказав: «У нас є значний національний недолік — ми палко беремося за справу, але коли вона затягується, холонемо до неї».
До 1941 року Антон Антонович співпрацював з низкою емігрантських газет та журналів, однак через їх злидні часто не отримував гонорарів. Керсновського вирізняли також незалежність суджень і поведінки, гранична прямота висловлювань. Ці якості, разом із максималізмом характеру, ускладнювали і так не легке його життя. Так, коли справа стосувалася принципів, був він різким не тільки по відношенню до ідейних своїх ворогів «лжелібералів», а й до білих «вождів еміграції». Неодноразово він публічно ставав за честь того чи іншого офіцера. Конфлікти, праця та сухоти, «успадковані» від Громадянської війни, підточували здоров'я митця.
Попри це, незадовго до нападу Німеччини на Францію, Керсновського призвали до лав армії і направили на фронт. «Журно й несправедливо вмирати на чужині — і за чужину, коли я хотів бути корисним своїй Батьківщині…» — написав він в останньому листі до рідних у лютому 1940 року. Через три місяці родичі отримали повідомлення про його загибель у боях під Деммартеном. Звістка виявилася помилковою: насправді Антона Антоновича тяжко поранено. Демобілізований, майже без засобів до існування, смертельно хворий, він залишився в окупованому Парижі і продовжив працю з узагальнення досвіду воєн.
24 червня 1944 року Керсновський залишив цю землю. Того ж дня, не переживши смерті чоловіка, здійснила суїцид і його дружина Галина Вікторівна Керсновська.

## Автор праць
А. А. Керсновський, проте, залишився жити у своїх творах (уже розпочато їх переклад і на українську мову). Як публіцист дебютував А. А. Керсновський 20 березня 1927 року в белградському щотижневику «Російський військовий вісник» (надалі, з 1928-го — «Царський вісник») статтею «Про американську артилерію». До 1940 року на сторінках цього видання Антон Керсновський опублікував понад півтисячу (!) матеріалів. «Озброєння Італії», «Сутність французької військової реформи», «Німецька кінна дивізія воєнного часу», «Організація панцерних сил Червоної армії», «Японська армія» — ось назви деяких із них.
Але головними його творами були і залишаться «Філософія війни» (1939) та «Історія Російської Армії» (1933—1938). У першій із книг означено, чим є війна і чому війни триватимуть завжди — викладено чітку філософську концепцію воєн, в якій А.Керсновський протиставляє власну концепцію війни домінуючій, на його погляд, концепції війни від Клаузевіца-Леніна (за сценарієм яких, на думку філософа, і відбувалися останні дві великі світові війни). «ІРА» — лаконічний (всього чотири томики на відміну від десятків томів офіційних академічних істориків) нарис з історії російської армії, в якому простежується і українська історія. Оскільки ледь не половина всіх воєн за останні три століття велися на території України; в яких мешканці України брали участь у тих чи інших з армій, але переважно в армії російських імператорів.